# Musée Taurin

Das Museumsgebäude in der Rue Massol

Das Musée Taurin ist ein Stierkampfmuseum in der Stadt Béziers im französischen Département Hérault.
Das Museum ist seit 2015 im ehemaligen Dominikanerkloster in der Rue Massol untergebracht. Träger ist die Union Taurine Biterroise, deren in rund 120 Jahren zusammengetragene Sammlungen den Kern des Museumsbestands bilden. Die ständige Ausstellung widmet sich der Kultur und Geschichte des Stierkampfes in Béziers sowie dem französischen und spanischen Stierkampf im Allgemeinen. Zu sehen sind unter anderem Kostüme (Habit de lumières), Waffen und andere historische Objekte sowie vierzig Radierungen aus der dritten Ausgabe von Francisco de Goyas La Tauromaquia, die der Grafiker Eugène Loizelet 1876 in Paris anhand der Originale hergestellt hat.
Neben der Dauerausstellung finden regelmäßig Sonderausstellungen statt.